# August Iffert
August Iffert, född 31 augusti 1859 i Braunschweig, död 13 augusti 1930 i Dresden, var en tysk sångpedagog och musikskriftställare.
Iffert studerade sång i Hannover och Berlin och verkade därefter en kort tid som barytonsångare och skådespelare. År 1884 lämnade han scenen och blev sånglärare i Leipzig. Han var en internationellt välrenommerad professor från 1891 vid Conservatorium der Musik in Coeln, flyttade 1893 till högskolan i Dresden och 1904 (eller redan 1898) till Conservatorium der Gesellschaft der Musikfreunde i Wien. År 1909 återvände han till Dresden. Han har skrivit flera musikteoretiska verk, men också många använda sång- och röstskolor. Bland hans elever fanns Viggo Forchhammer, Davida Afzelius-Bohlin, Georg Herrmann och Katharina Fleischer-Edel.

## Verk
- Allgemeine Gesangsschule. 1895.
- Sprechschule für Schauspieler und Redner. 1910.
- Etwas vom Gesange.  F. E. C. Leuckart, Leipzig 1929.
- Sprechschule für Schauspieler und Redner. Breitkopf & Härtel, Leipzig 1920.